# Château d'Iwabitsu
Le château d'Iwabitsu (岩櫃城, Iwabitsu-jō) est un yamashiro (château sur une hauteur) situé sur le mont Iwabitsu à Higashiagatsuma, dans la préfecture de Gunma au Japon.

## Histoire
Le château d'Iwabitsu est construit au XVe siècle par Azuma Taro Sukefusa du clan Takeda. Il passe ensuite sous le contrôle du clan Saito (au service du clan Uesugi) pour revenir entre les mains du clan Takeda après une bataille à la suite de laquelle Yukitaka Sanada en devient le daimyo. Le clan Sanada, dont Yuritaka est membre, reprend le contrôle de la zone après que le clan Takeda (auquel le clan Sanada est d'abord affilié) a disparu en accordant sa loyauté à quel que clan que ce soit qui semble détenir le pouvoir. Mais en 1615, le shōgun Tokugawa Ieyasu décide que chaque province ne peut avoir qu'un château. En conséquence, le clan Sanada détruit le château d'Iwabitsu, préférant garder le château d'Ueda à la place.
Un intéressant détail de l'histoire du château d'Iwabitsu est que le légendaire samouraï Karasawa Genba faisait partie des officiers.
Il ne reste aujourd'hui que des ruines du château.